# 大通寺 (廣州)
大通寺是中國廣東省廣州市荔灣區的一處遺址，位於芳村大道中以北、珠江以南、花地涌以東、上市街以西附近。在宋代、元代和清代中後期的「羊城八景」，與煙雨井並稱為「大通煙雨」。

## 歷史

### 南漢
大通寺的前身是南漢僧人達岸建設的寺院，名為「寶光寺」， 是南漢時期有名的興王府南七寺之一。

### 宋朝
政和6年（1116年），經略使覺民在寺院題書「大通慈應禪院」的橫額，「大通寺」因而得名。
宋朝時期，大通滘（今白鵝潭西側的花地河）是西江、北江行船的必經之處，成為廣州的一大港口——大通港，並促使大通寺以南發展成為廣州八大鎮的大通鎮。

### 清朝
康熙年間，大通寺經過重新裝修，擴大寺院的範圍，修建了輝煌的大雄寶殿和天王殿，並在煙雨井附近修建六角亭、煙雨樓和精舍。 其后，文人名士纷纷在附近修建園林別墅，並有八大園林等大小園林多處，與大通煙雨相映成輝，是廣州文人墨客的聚集地。
嘉慶17年（1812年），外僑前來中國的活動限制很嚴，蔣攸銛就任兩廣總督時，將大通寺一帶的海幢和花地指定為外僑的旅遊景點，大通煙雨因此成為國際旅遊勝地。

### 民國以後
民國初年，廣州社會動盪、治安惡化且經濟蕭條，大通煙雨逐漸衰落；1930年代，日軍佔領廣州並在大通寺駐防，用寺院的建築材料修建炮樓和碉堡，同時地方土匪也乘亂巧取豪奪，寺院終於被破壞成為廢墟。
1953年，中華人民共和國成立以後，這裏被修建為工廠，先後經歷過廣州市農產品加工廠和廣州果子食品廠。1958年，「大通煙雨」的牌坊被拆除，工廠重整擴建為大曬場和職工運動場，廢棄的六角亭和封閉的煙雨井被鏟除，餘下兩棵老榕樹。

## 重建
1997年，廣州果子食品廠原本準備在這裏建設高樓，但於2003年7月廣州市開展的第4次文物普查工作中，在芳村區文化局組織的文物調查裏面，尋找出下轄區的文物資源。2004年10月，廣州市文物考古研究所的專家在建設工地挖掘出煙雨井的遺址，重新引起廣州市民的關注。2005年7月，煙雨井列入廣州市人民政府的文物保護單位。 2008年8月，大通寺和煙雨井經過修復，成為一個小型的公共文化場所。

## 另見
- 煙雨井

## 外部連結
- 明羊城八景“大通烟雨”即将免费开放[永久] 廣州圖書館
- 大通烟雨考 （页面存档备份，存于） 廣州文史
- 大通烟雨井待有出头天[永久] 南都網